# روان (ممثلة)
روان (10 يناير 1975 -)، ممثلة بحرينية عملت في الكويت. بدأت التمثيل عام 2003 لكنها لم تستمر فيه طويًلا حيث اعتزلته بعام 2008 بعد تعرض زوجها لحادث سير ووفاته، وارتدت الحجاب.

## أعمالها

### من المسلسلات
- الخطر معهم 3.
- الأرجوحة.
- واو متويل.
- زينة الحياة.
- شملان.
- رحلة انتظار.
- أحلام لا تعرف الدموع.
- الأختيار الصعب.
- غلطة عمر.
- بيوت نادمة.
- أوراق منسية.
- بين الهدب دمعة.
- بيت من ورق
- الدروازة.
- بلاغ للرأي العام.
- بلا هوية.

## وصلات خارجية
- روان على موقع قاعدة بيانات الأفلام العربية